# Šašlik

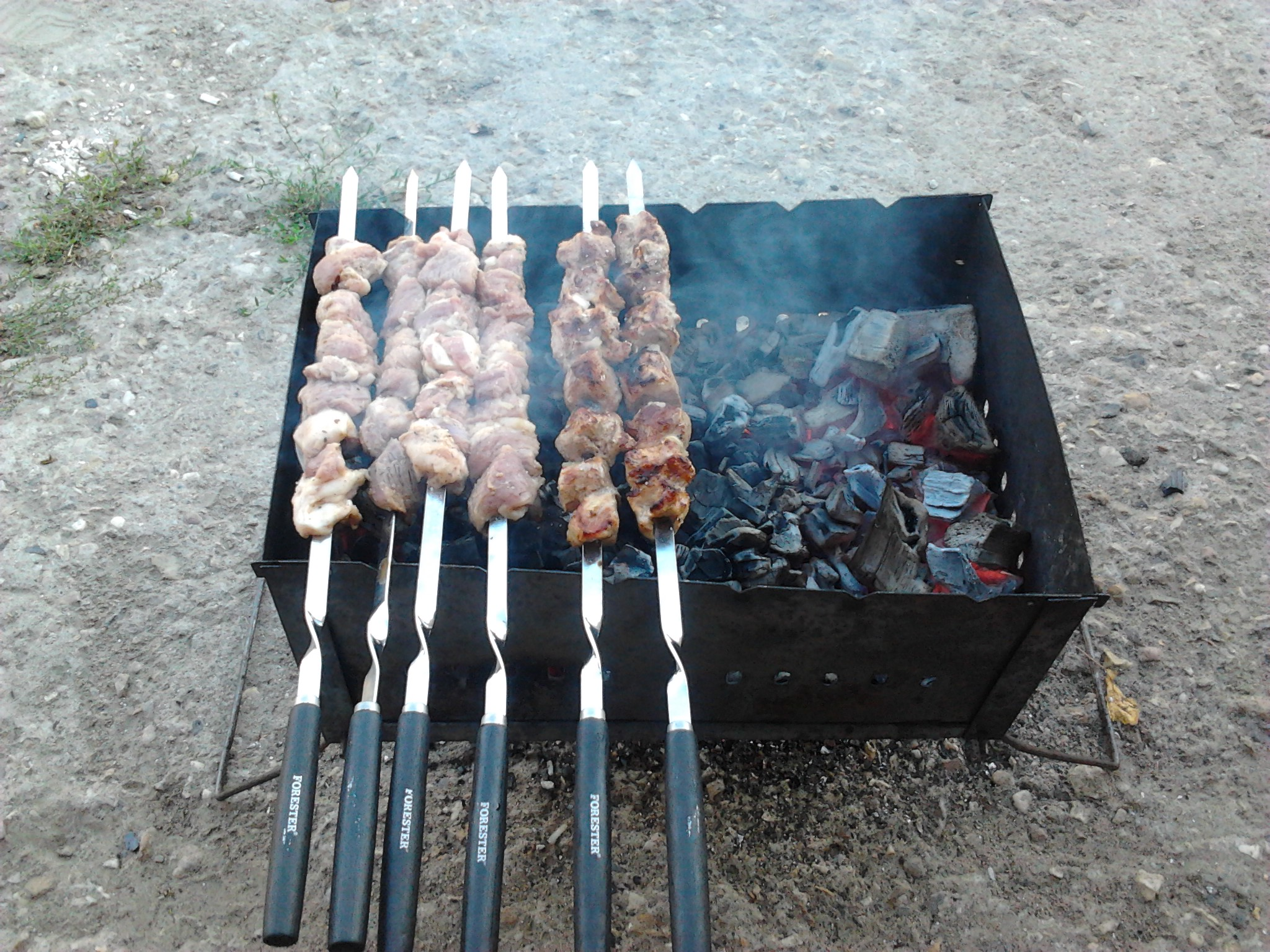
Šašlik, opékaný na skládacím mangalu

Šašlik (rusky шашлык, ukrajinsky шашлик) je druh kebabu (marinované maso grilované na špízu), který je oblíben zejména ve státech bývalého Sovětského svazu a bývalého Ruského impéria, konkrétně na Ukrajině, v Gruzii, Rusku, Arménii, Ázerbájdžánu, Uzbekistánu, ale například i v Izraeli a Íránu.
Nejčastěji se skládá ze střídajících se kousků masa a cibule. Ačkoli bylo slovo „šašlik“ nejspíše převzato kozáky od krymských Tatarů už na počátku 16. století, Rusové ho rozšířili po celém Ruském impériu až v 19. století. Od této doby se však rozšířilo velmi rychle; v roce 1910 už bylo známo v Sankt Petěrburgu a do roku 1920 se stalo běžným pokrmem ve všech městech Ruska.
Šašlik je nejčastěji připravován z kousků prorostlejšího masa o velikosti většího ořechu, marinovaného přes noc ve směsi červeného vína, octa a koření. Maso se napichuje samotné nebo v kombinaci s cibulí a sezónní zeleninou (na Kavkaze i s ovocem) na ploché jehly (šampury) a opéká se nad žhavým uhlím, nejlépe z břízy. Stacionární gril pro přípravu šašliku se nazývá mangal. Opečený šašlik se podává s chuťově výraznými omáčkami, zelenými bylinkami, případně zrníčky granátového jablka.
Na Ukrajině je šašlik připravován i z větších kusů marinovaného masa (marinuje se nejčastěji v majonéze ochucené pepřem, cibulí apod.), jako jsou například celé čtvrtky kuřat apod. 
V Izraeli a Íránu je připravován ze skopového masa a prodáván pouličními prodejci (stánkaři), kteří jej připravují, nad ohněm.

## Původ
Původ šašliku je na Krymu z dob Tatarů. Do angličtiny se dostal zkomoleninou z krymského slova šiš  — „rožeň“.